# Широта
Широта́ — координата в ряде систем сферических координат, определяющая положение точек на поверхности Земли и других небесных тел, а также на небесной сфере (см. эклиптическая широта, галактическая широта). Обозначается Latitude, Lat, рисуется на картах параллелями.
Широту принято отсчитывать от экватора на север. Таким образом, широта точек, лежащих в северном полушарии, положительна, а в южном — отрицательна. Широта любой точки экватора равна 0°, северного полюса — +90°, южного полюса — −90°. У всех точек одной параллели широта одинакова. Широты, близкие к экватору, называют «низкими», а близкие к полюсам — «высокими».
Широту на поверхности Земли можно определять разными способами с немного различным результатом:
- астрономическая широта {\displaystyle \varphi } — угол между отвесной линией (перпендикуляром к геоиду) и плоскостью экватора Земли. Равна угловой высоте полюса мира. Определяется с помощью астрономических наблюдений;
- геодезическая широта {\displaystyle \varphi _{s}} — угол между перпендикуляром к эллипсоиду, приблизительно описывающему форму Земли (земному эллипсоиду), и плоскостью экватора этого эллипсоида. Рассчитывается по измерениям, сделанным на земной поверхности;
- геоцентрическая широта {\displaystyle \varphi _{g}} — угол между радиусом, проведённым из центра земного эллипсоида, и плоскостью его экватора[1]. Отличается от геодезической широты из-за отличия земного эллипсоида от сферы.

Различия этих величин небольшие. Разница геодезической и геоцентрической широты {\displaystyle \varphi _{s}-\varphi _{g}} достигает максимума (около 12') при {\displaystyle \varphi _{g}=45^{\circ }}; на экваторе и полюсах она равна нулю.
Широту места можно определить с помощью таких астрономических инструментов как секстант или гномон (прямое измерение), также можно воспользоваться системами GPS или ГЛОНАСС (косвенное измерение). От широты, как и от времени года, зависит продолжительность дня.